# Constante de Komornik-Loreti
Dans la théorie mathématique des systèmes numériques positionnels non standard, la constante de Komornik-Loreti est une constante mathématique qui représente la plus petite base {\displaystyle q} pour laquelle le nombre 1 a une représentation unique, appelée son {\displaystyle q}-développement. La constante porte le nom des mathématiciens Vilmos Komornik et Paola Loreti, qui l'ont définie en 1998. 

## Définition
Étant donné un nombre réel {\displaystyle q} > 1, la série
{\displaystyle x=\sum _{n=0}^{\infty }a_{n}q^{-n}}
est appelée une {\displaystyle q}-expansion, ou {\displaystyle \beta }-expansion, du nombre réel positif x si, pour tout {\displaystyle n\geqslant 0}, {\displaystyle 0\leqslant a_{n}\leqslant \lfloor q\rfloor }, où{\displaystyle \lfloor q\rfloor } est la partie entière de {\displaystyle q} et {\displaystyle a_{n}} peut ne pas être entier. N'importe quel nombre réel {\displaystyle x} tel que {\displaystyle 0\leqslant x\leqslant q\lfloor q\rfloor /(q-1)} possède une telle expansion, comme on peut le prouver en utilisant un algorithme glouton.
Le cas particulier où {\displaystyle x=1}, {\displaystyle a_{0}=0}, et {\displaystyle a_{n}=0} ou {\displaystyle a_{n}=1} pour {\displaystyle n\geqslant 1}, est parfois appelé un {\displaystyle q}-développement de 1. Dans le cas où {\displaystyle a_{n}=1} pour {\displaystyle n\geqslant 1}, la seule valeur possible de {\displaystyle q} est {\displaystyle q} = 2. Cependant, pour presque tout {\displaystyle 1<q<2}, il existe un nombre infini de {\displaystyle q}-développements de 1. De manière encore plus surprenante, il existe des {\displaystyle q\in [1,2]} pour lesquels il n'existe qu'un seul {\displaystyle q} -développement. De plus, il existe un plus petit nombre {\displaystyle 1<q<2}, connu sous le nom de constante de Komornik-Loreti, pour lequel il existe un unique {\displaystyle q}-développement de 1.

## Valeur
La constante de Komornik-Loreti est la quantité {\displaystyle q} telle que
{\displaystyle 1=\sum _{n=1}^{\infty }{\frac {t_{k}}{q^{k}}}}
où {\displaystyle t_{k}} est la suite de Prouhet-Thue-Morse, c'est-à-dire que {\displaystyle t_{k}} est la parité du nombre de 1 dans la représentation binaire de {\displaystyle k} . Elle a pour valeur 
{\displaystyle q=1,787231650\ldots \,}
La suite de ses décimales est donnée par la suite A055060 de l'OEIS.
La constante {\displaystyle q} est aussi la seule racine réelle positive de
{\displaystyle \prod _{k=0}^{\infty }\left(1-{\frac {1}{q^{2^{k}}}}\right)=\left(1-{\frac {1}{q}}\right)^{-1}-2.}
Cette constante est un nombre transcendant. 

## Voir également
- Constante d'Euler-Mascheroni
- Mot de Fibonacci
- Suite de Rudin-Shapiro
- Constante de Prouhet-Thue-Morse